# Kernel Patch Protection
Kernel Patch Protection (KPP), connu aussi sous le nom de PatchGuard, est une fonctionnalité des éditions x64 de Microsoft Windows qui offre une protection contre la mise à jour du noyau du système d'exploitation. Cette fonctionnalité a été pour la première fois introduite en 2005 dans les éditions x64 de Windows Vista et Windows Server 2003.
« Patcher » le kernel permet de modifier avec un code tierce le code du kernel. Les services de qualité et sécurité de Windows ont toujours recommandé de ne pas toucher au kernel. L'écran bleu de la mort est le plus souvent provoqué lorsque des erreurs fatales se développent dans le kernel, paralysant l'ensemble du système d'exploitation. Le kernel est le centre névralgique du système, de nombreux modes de pénétration deviennent possibles une fois le kernel compromis.
Le Patchguard a été critiqué pour avoir rempli une fonctionnalité que les logiciels antivirus offraient, mais sa mise en place était critique pour la stabilité du système contre les codes malicieux ciblant le kernel. Les développeurs d'antivirus pouvaient cependant développer d'autres mécanismes de protection du kernel. Cela faisait des années que Windows décourageait fortement les développeurs de modifier le kernel. Certains ont demandé à Windows de brider le PatchGuard pour conserver leurs droits à modifier le kernel, mais la firme de Seattle a refusé afin de fiabiliser la sécurité du PatchGuard, tout en acceptant de poursuivre ses compromis architecturaux sur les systèmes x86. 